# NK Jardol PC 96 Vitez
NK Jardol PC 96 je bosanskohercegovački nogometni klub iz Viteza.
NK Jardol se natjecao u 1. županijskoj ligi ŽSB. Ima aktivan omladinski pogon. 